# Reservatet
Reservatet és una sèrie de televisió dramàtica danesa del 2025 sobre una au-pair desapareguda i, més en general, l'entorn ric al nord de Copenhaguen (la «reserva» a la qual fa referència el títol), on té lloc la sèrie. La sèrie és dirigida per Per Fly a partir d'un guió dels creadors Ingeborg Topsøe, Ina Bruhn i Mads Tafdrup. Consta de sis episodis d'aproximadament 35 minuts cadascun. Es va estrenar el 15 de maig de 2025 a Netflix, amb subtítols en català.